# Leslie L. Byrne

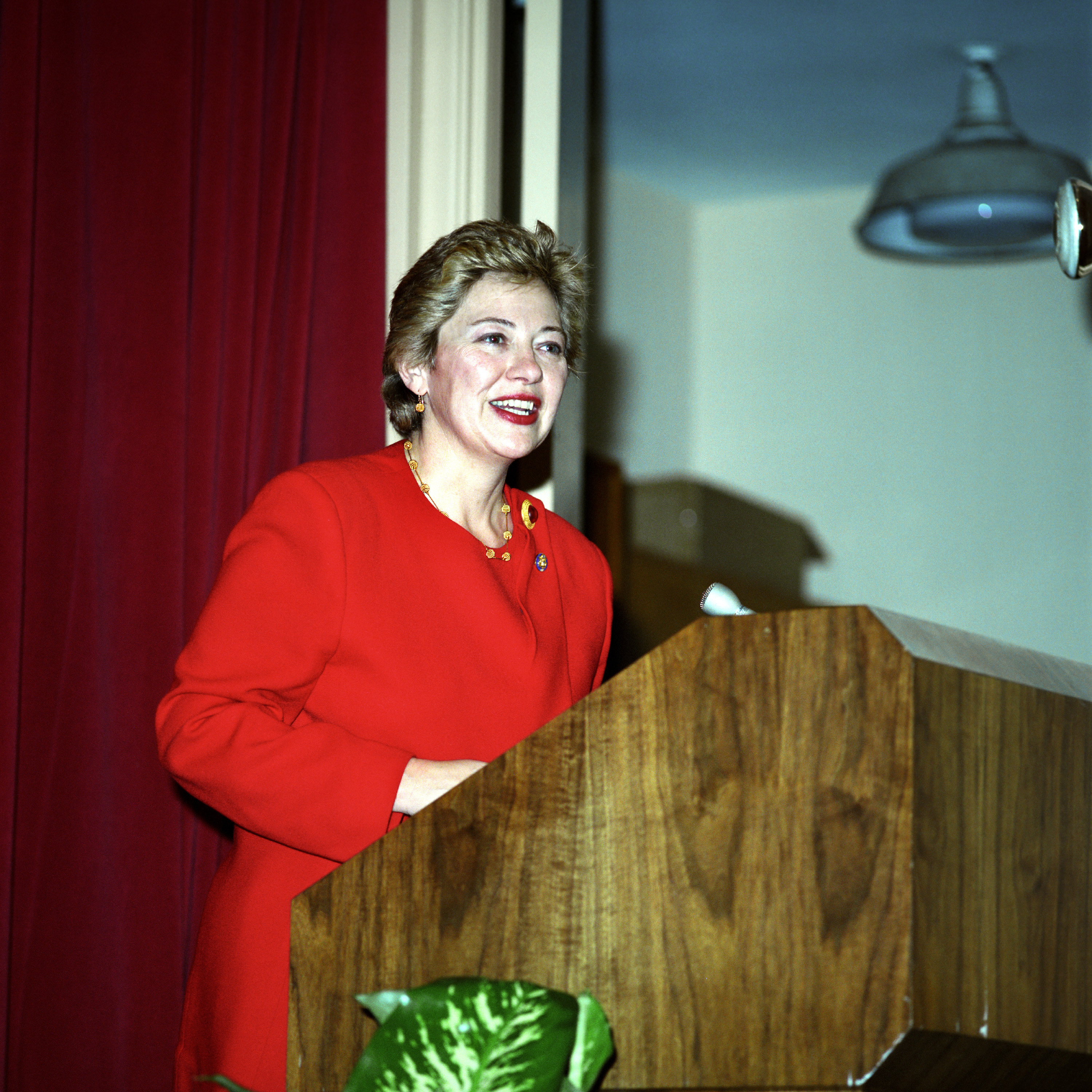
Leslie L. Byrne (1993)

Leslie Larkin Byrne (* 27. Oktober 1946 in Salt Lake City, Utah) ist eine US-amerikanische Politikerin. Zwischen 1993 und 1995 vertrat sie den Bundesstaat Virginia im US-Repräsentantenhaus.

## Werdegang
Leslie Byrne studierte an der University of Utah in Salt Lake City und am Mount Vernon College in Ohio. Seit 1971 lebte sie in Virginia, wo sie im Jahr 1985 Mitgründerin der Firma Quintech Associates Inc. war. Gleichzeitig schlug sie als Mitglied der Demokratischen Partei eine politische Laufbahn ein. Zwischen 1985 und 1992 saß sie im Abgeordnetenhaus von Virginia.
Bei der Wahl 1992 wurde Byrne im 11. Kongresswahlbezirk Virginias in das US-Repräsentantenhaus in Washington, D.C. gewählt. Dieser Kongresswahlbezirk war nach dem Ergebnis des Zensus 1990 neu geschaffen worden; zuletzt hatte Virginia bis 1863 einen 11. Kongresswahlbezirk gehabt und mit der Abspaltung West Virginias verloren (letzter Inhaber: Jacob B. Blair). Am 3. Januar 1993 trat Byrne ihr Mandat im Repräsentantenhaus an. Da Byrne bei der Wahl 1994 nicht bestätigt wurde, endete ihr Mandat nach der zweijährigen Legislatur des 103. Kongresses am 3. Januar 1995.
Im Jahr 1996 strebte sie in der Vorwahl erfolglos die Nominierung ihrer Partei für die Wahl zum US-Senat an. Zwischen 2000 und 2003 gehörte sie dem Senat von Virginia an. Im Jahr 2005 scheiterte ihre Kandidatur für das Amt des Vizegouverneurs in diesem Staat; 2008 bewarb sie sich ebenfalls ohne Erfolg in der Vorwahl ihrer Partei um eine Rückkehr in den Kongress.
Leslie Byrne ist mit dem Inhaber einer Beraterfirma verheiratet. Das Paar hat zwei erwachsene Kinder.